# Elosztó típusú sorban állás
A sorbanállás-elméletben az elosztó típusú sorban állásra az jellemző, hogy a beérkező feladatokat szétosztják számos kiszolgáló között, és kiszolgálás után újra összeállítják őket.

Elosztó-típusú sorbanállási modell

Ezt a modellt gyakran alkalmazzák párhuzamos számítógép-architektúráknál, és rendszereknél, ahol különböző helyről, különböző beszállítótól érkeznek termékek (raktárak, üzemek). Ennél a modellnél a fő előny a beérkező feladatok elvégzésnek gyorsítása. Ez a modell a párhuzamos-, és elosztott rendszerek egyik fő jellemzője.
Azt a változatot, amikor a feladatok beérkezése a Poisson-folyamat szerint történik, és a kiszolgálási idők exponenciálisan elosztottak, Flatto–Hahn–Wright-modellnek hívják (FHV)

## Működés
A villaszerű bemenetekre érkező feladat N alfeladattá válik szét, melyeket N szerver szolgál ki. A kiszolgálás után az alfeladatok addig várnak, míg a többi alfeladat feldolgozása is befejeződött, majd ezután összeállítják őket és elhagyják a rendszert. Ahhoz, hogy a rendszer stabil maradjon, az szükséges, hogy a beérkezések sebessége kisebb legyen, mint a kiszolgálás sebessége a kiszolgáló pontokon.

## Alkalmazás
Ezt a modellt használják a RAID rendszereknél, párhuzamos számítógép-architektúráknál, és raktárak működtetésénél.

## Válaszidő
A válaszidő egyenlő azzal az idővel, amíg egy feladat a rendszerben tartózkodik. Ko és Serfőző közelítést ad arra az esetre, amikor a kiszolgálási idők exponenciálisan elosztottak, és a feladatok a Poisson-folyamat szerint, vagy a normális eloszlás szerint érkeznek.

## Átlagos válaszidő
Egzakt képlet az átlagos válaszidőre csak a két szerveres esetre ismert (N=2), ahol a kiszolgálási idő exponenciális eloszlású (azaz,mindegyik szerver egy M/M/1-típusú sorbanállás modell).
A válaszidő (a teljes idő, amíg a feladatok a rendszerben tartózkodnak):
{\displaystyle {\frac {\rho (12-\rho )}{8(1-\rho )}}}
ahol
- {\displaystyle \rho =\lambda /\mu } a felhasználás
- {\displaystyle \lambda } a rendszerbe érkező feladatok üteme
- {\displaystyle \mu } a teljes kiszolgálási idő az összes ponton

Ebben a helyzetben, amikor az egyes csomópontok M/M/1-típusú sorbanállás modellek, az átlagérték analízis alkalmazható az átlagos válaszidő közelítő kiszámításához.
Általános kiszolgálási idők esetére, amikor minden pont M/G/1-típusú sorbanállás modellként működik, Bacelli és Makowski ad közelítést.
Amikor a feladatok kiszolgálása megtörtént, akkor újra össze kell a sort állítani. Nelson és Tantawi publikációja ad támpontot a sor hosszára, ahol az összes szerver hasonló sebességgel dolgozik. . Heterogén szerver sebességeknél és eloszlásoknál Li és Zhao publikációja ad közelítést.
A sorosan összeállító változatban (egymás utáni összeállítás) egy közelítő formula használható.